# Jerzy Kaduszkiewicz
Jerzy Kaduszkiewicz (ur. 24 maja 1952) – polski lekkoatleta, który specjalizował się w trójskoku.
Siedem razy startował w wąskim finale mistrzostw Polski seniorów zdobywając jeden brązowy medal (Lublin 1984). Reprezentant kraju w meczach międzypaństwowych. W 2000 został mistrzem Europy weteranów (powyżej 45. roku życia). Rekord życiowy: 16,42 (23 czerwca 1984, Lublin).